# Michael Goddard

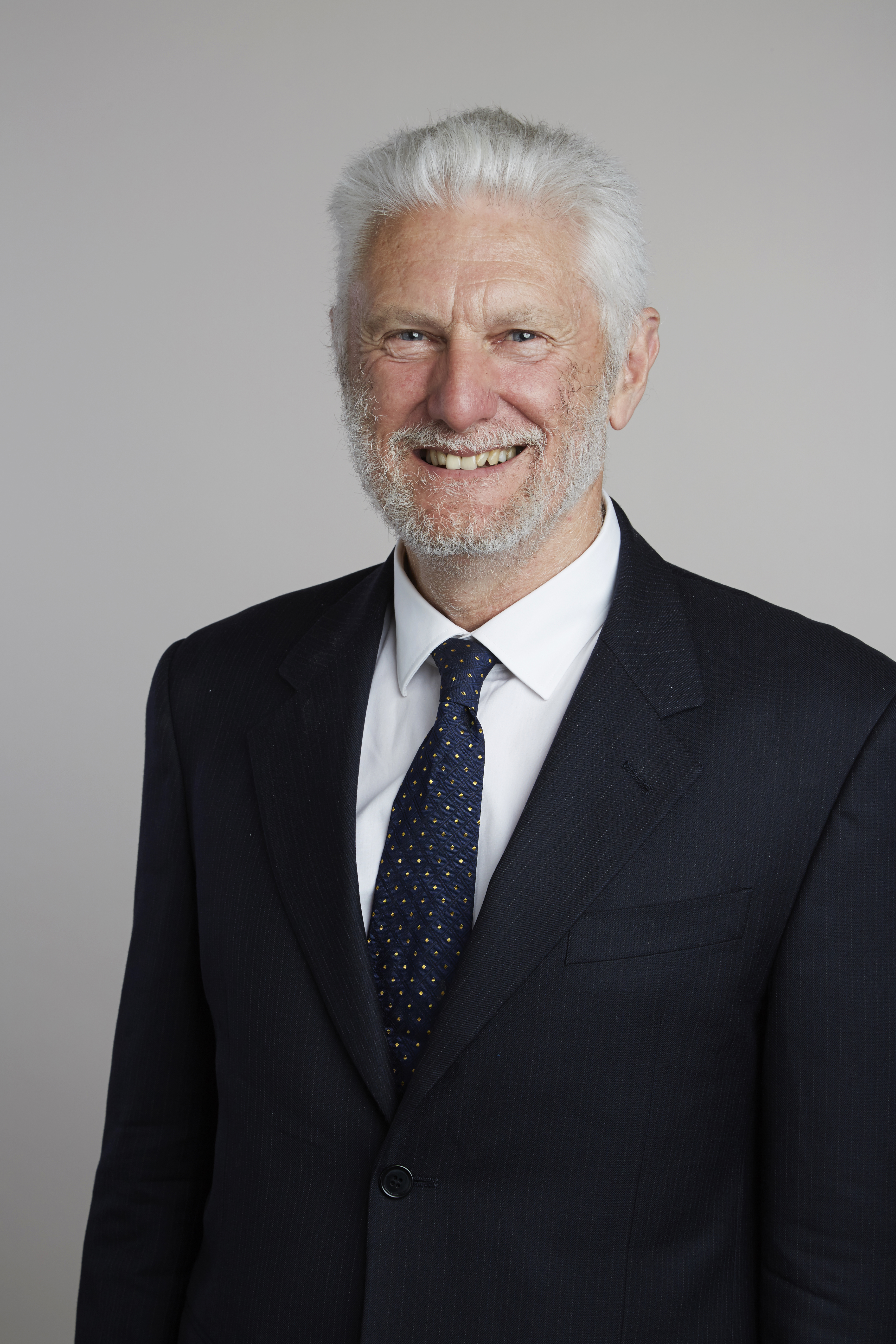
Michael Goddard 2015

Michael Edward (Mike) Goddard ist ein australischer Wissenschaftler für Tiergenetik an der Universität Melbourne.

## Leben und Wirken
Goddard studierte an der Universität Melbourne, wo er den Bachelor of Veterinary Science (BVSc) und den Doktortitel erhielt.
Goddard wurde 2011 zum Fellow der Australian Academy of Science (FAA) gewählt, 2015 wurde er zum Fellow der Royal Society (FRS) ernannt und 2016 mit dem John J. Carty Award ausgezeichnet. Die Urkunde der FRS lautet: Michael Goddard zeichnet sich durch seine Forschungen zur quantitativen Genetik und zur genetischen Verbesserung von Nutztieren aus, insbesondere durch Einbeziehung molekulargenetischer Daten. Er entwickelte und förderte die „genomische Selektion“, bei der dichte molekulare Marker mithilfe von Kopplungsungleichgewicht mit QTL an die quantitativen Daten angepasst werden, wodurch genauere Auswahlentscheidungen möglich sind, auch bei Tieren ohne phänotypische Aufzeichnungen. Innerhalb eines Jahrzehnts wird es weltweit in Tierverbesserungsprogrammen eingesetzt und hat Potenzial für die Pflanzenzüchtung und die Vorhersage des Risikos genetischer Erkrankungen beim Menschen. Goddard hat andere wichtige Beiträge zum Verständnis der genetischen Grundlagen der quantitativen genetischen Variation geleistet und gezeigt, dass gewöhnliche SNPs einen Großteil der Erblichkeit ausmachen können, und zu Schlussfolgerungen in der Populationsgeschichte. Im Jahr 2016 wurde er mit dem John J. Carty Award für die Förderung der Wissenschaft ausgezeichnet.

## Publikationen (Auswahl)
- M. E. Goddard, E. Whitelaw: The use of epigenetic phenomena for the improvement of sheep and cattle. In: Frontiers in Genetics. 5. Jahrgang, 2014, S. 247, doi:10.3389/fgene.2014.00247, PMID 25191337, PMC 4139735 (freier Volltext).
- M. E. Goddard, B. J. Hayes: Mapping genes for complex traits in domestic animals and their use in breeding programmes. In: Nature Reviews Genetics. 10. Jahrgang, Nr. 6, 2009, S. 381–391, doi:10.1038/nrg2575, PMID 19448663.